# Данаил Гюлеметов
Д.

## Биография
Роден е през 1873 година в Брацигово. Родът му произхожда от костурското село Омотско. В 1895 година завършва Кантоналното градинарско училище в Женева, а през 1895 – 1896 г. специализира в Националното градинарско училище във Версай, Франция. След завръщането си в България работи като преподавател в Средното лозаро-овощарско училище в Плевен.
Автор е на разширената Градска градина в Плевен, Скобелевия парк, Мавзолея костница и Къщата музей на Александър ІІ.
Умира през 1948 година.